# 吹き溜まり

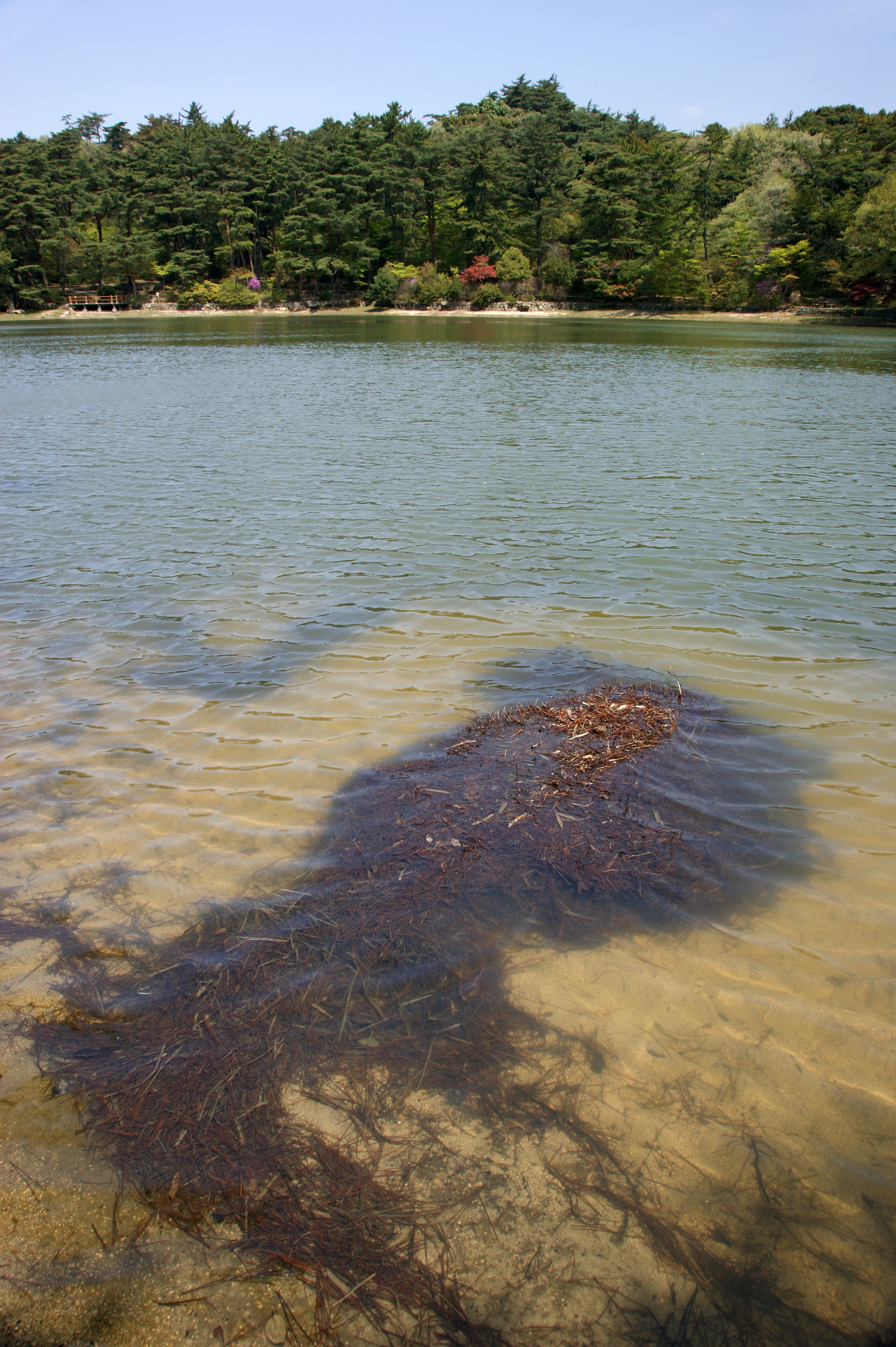
湖沼での吹き溜まり

吹き溜まり（ふきだまり）とは、雪や落ち葉が風で吹き寄せられて、または海や湖沼で水の流れによって落葉等が運ばれて、堆積している場所もしくはその堆積物のことである。
本項では、吹雪や地吹雪によって発生する「雪の吹き溜まり」について詳述する。

## 雪の吹き溜まり

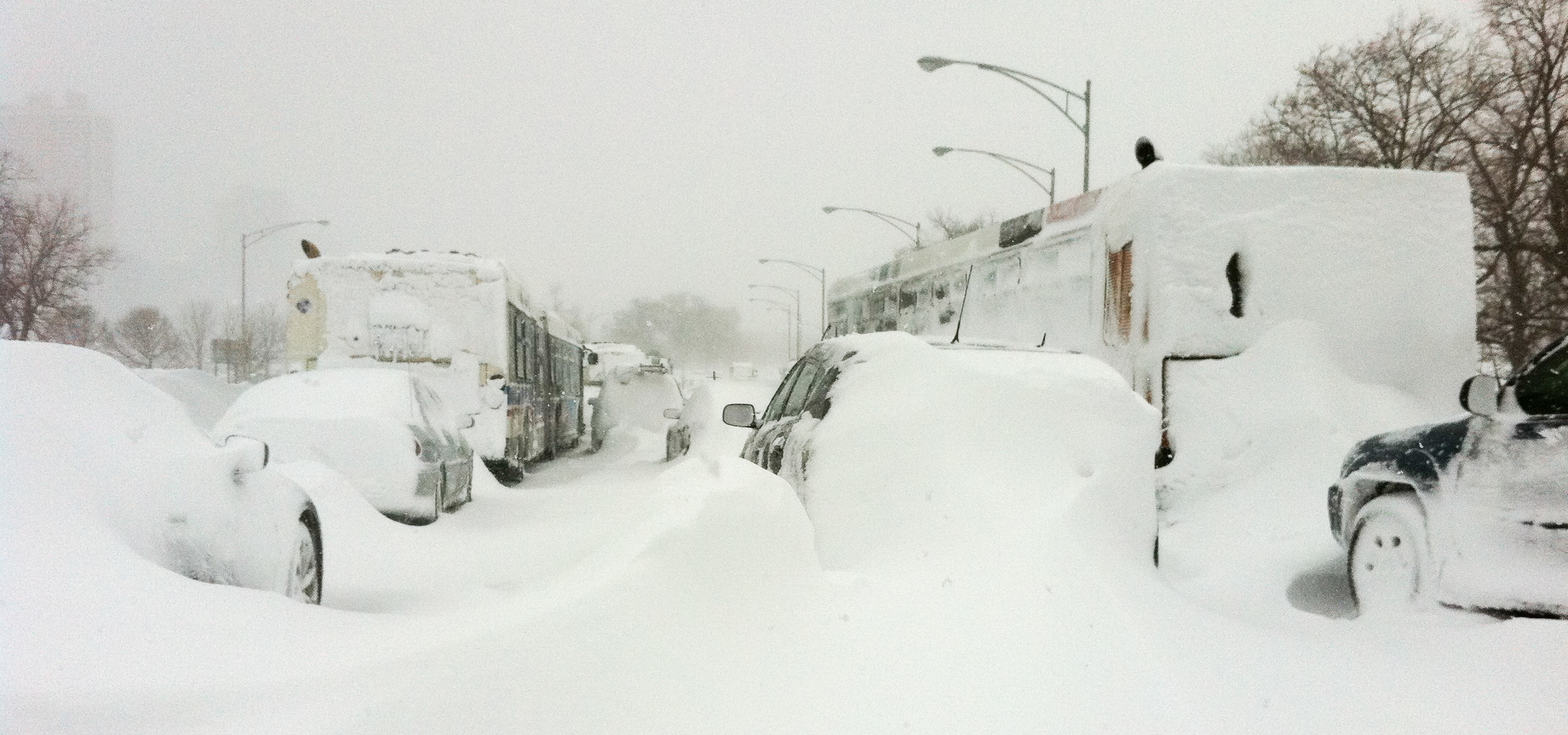
猛吹雪の際には道路に急速に吹き溜まりができ、車が立ち往生することがある。

吹雪が起こると強風で雪が舞い上げられ、建物など風を遮るものの周囲や風が澱む場所に多くの雪が堆積する。豪雪地帯の道路において拡幅除雪によって道路の両側に雪が積み上げられて凹状になっている場合、吹き溜まりが起こりやすい。気象条件によっては短時間に発達し、道路交通や鉄道等の運行に重大な影響を及ぼす場合がある。激しい吹雪の時に起こるので自動車の立ち往生等により人命にかかわることもある。
豪雪地帯の主要道路や鉄道線路などでは防雪柵（雪垣）や防風林を設置して吹き溜まりに対処している。これらは道路や線路の片側のみに設置した場合、一般的に逆風などの想定外風向に対しては効果が低下するが、防雪柵の中で可動式防雪板の構造としたり逆風等に対応した設計としたものは、ある程度の効果が発揮できるものもある。
雪山では風下側の斜面が吹き溜まりとなり、その積雪による荷重が雪崩の原因になり得る。